# Amaranthus squamulatus
Amaranthus squamulatus là loài thực vật có hoa thuộc họ Dền. Loài này được (Andersson) B.L.Rob. mô tả khoa học đầu tiên năm 1907.